# Anny Ondra
Pour les articles homonymes, voir Ondra.
Anna Sophie Ondráková, connue sous le nom de scène Anny Ondra (née le 15 mai 1902 à Tarnów, alors en Autriche-Hongrie, maintenant en Pologne et morte le 28 février 1987 à Hollenstedt, Basse-Saxe) est une actrice tchécoslovaque.

## Biographie
Son père étant officier dans l’armée austro-hongroise, sa famille se déplaçait souvent. Elle passe son enfance en Pologne, Slovénie, Bohême, et à Prague. Elle y fait des études dans un couvent, mais c'est la scène qui l'attire. C’est là qu’elle suit des cours de danse et fait ses débuts d’actrice. Star du cinéma tchèque, elle joue dans plus de quarante films en Bohême, en Autriche et en Allemagne jusqu’en 1928, principalement sous la direction de Karel Lamač dont elle devient la compagne.
Cette année-là, elle signe un contrat avec British International Pictures. Elle y rencontre Alfred Hitchcock, avec qui elle fait deux films. Elle préfigure la « blonde hitchcockienne ». Avec l’avènement du cinéma sonore, son fort accent nuit à sa carrière en Angleterre. Elle doit d’ailleurs être doublée dans Chantage (Blackmail). Cela ne marque pas pour autant le deuil de sa carrière, elle jouera encore dans une quarantaine de films en Allemagne, en France et en Tchécoslovaquie. Avec Karel Lamač, elle fonde en 1930 la société Ondra-Lamac-film. Ils se séparent dans la vie, tout en continuant à être associés professionnellement.
Elle épouse le boxeur allemand Max Schmeling en juillet 1933. Ami avec la famille Goebbels avant la guerre, le couple va en subir les conséquences, malgré son aide envers des enfants juifs. Ils se reconvertissent dans l’élevage de poules et de visons près de Hambourg. Le couple revient en grâce dans les années 1950.
Elle fait sa dernière apparition à l'écran en 1957.

## Filmographie partielle
Dernier film muet d'Alfred Hitchcock :
- 1929 - The Manxman : Kate Cregeen

Films parlants sortis en France :
- 1929 - Chantage (Blackmail), d’Alfred Hitchcock : Alice White
- 1930 - Anny chauffeur (Eine Freundin so goldig wie du), de Karel Lamač : Anny
- 1930 : Anny... music-hall (Die vom Rummelplatz) de Karel Lamač : Anny
- 1930 - Vedettes (Die Grosse Sehnsucht), de Stefan Székely
- 1931 - La Chauve-Souris, de Pierre Billon et Karel Lamač : Arlette
- 1932 - Faut-il les marier ?, de Pierre Billon et Karel Lamač : Anny
- 1932 - Baby, de Pierre Billon et Karel Lamač : Baby
- 1932 - Une nuit au paradis, de Pierre Billon et Karel Lamač : Monique Béchue
- 1932 - Kiki, de Karel Lamač
- 1933 - La Fille du régiment, de Pierre Billon et Karel Lamač : Mary
- 1933 - Les Contes de Mademoiselle Hoffmann (Fräulein Hoffmanns Erzählungen), de Karel Lamač : Anita Limann
- 1934 - Anny fermière (Polenblut), de Karel Lamač : Helena Zaremba
- 1934 - L'Amour en cage, de Jean de Limur et Karel Lamač
- 1934 - La Petite Dorrit (Klein Dorrit), de Karel Lamač : Amy
- 1935 - Knock-Out (Knock out), de Karel Lamač
- 1935 - Le Comte Billy (Der junge Graf), de Karel Lamač
- 1936 - Faux Départ (Flitterwochen), de Karel Lamač
- 1937 - Anny a le béguin (Vor Liebe wird gewarnt), de Karel Lamač
- 1937 - La Reine des midinettes (Der Unwiderstehliche), de Géza von Bolváry
- 1938 - Vedettes Follies (Es leuchten die Sterne), de Hans H. Zerlett
- 1941 - Un petit homme (Der Gasmann), de Carl Froelich : Erika

## Anny Ondra au cinéma
- 2010 : elle apparaît dans le film Max Schmeling réalisé par Uwe Boll. Son rôle est interprétée par Susanne Wuest.